# Фоглаш
Фоглаш (рум. Foglaș) — село у повіті Біхор в Румунії. Входить до складу комуни Суплаку-де-Баркеу.
Село розташоване на відстані 419 км на північний захід від Бухареста, 46 км на північний схід від Ораді, 99 км на північний захід від Клуж-Напоки.

## Населення
За даними перепису населення 2002 року у селі проживали 209 осіб.
Національний склад населення села:
| Національність | Кількість осіб | Відсоток |
| -------------- | -------------- | -------- |
| словаки        | 157            | 75,1%    |
| румуни         | 41             | 19,6%    |
| угорці         | 11             | 5,3%     |

Рідною мовою назвали:
| Мова      | Кількість осіб | Відсоток |
| --------- | -------------- | -------- |
| словацька | 158            | 75,6%    |
| румунська | 40             | 19,1%    |
| угорська  | 11             | 5,3%     |